# テルジュマン
テルジュマン（トルコ語: Tercüman、ロシア語: Переводчик、クリミア・タタール語: Terciman / Терджиман）は、1883年から1918年までロシア帝国で出版されていた新聞。
クリミア・タタール人の教育運動家イスマイル・ガスプリンスキーにより、1883年にクリミア半島のバフチサライで創刊された。1905年まではトルコ語とロシア語で、1905年以降はトルコ語で出版された。
社説、国内時事、国外時事、市況、連載文学、読者投稿欄、商業広告などの幅広い情報をトルコ語で掲載し、当時数少ないムスリム紙として改革派のムスリム知識人に広く支持された。1885年には1,000部、1907年には5,000部、最盛期の1912年には10,000部が定期購読されており、ロシア帝国内だけでなく、オスマン帝国やエジプト、イラン、英領インドにも購読者を持っていた。
『テルジュマン（翻訳者）』というタイトルは、19世紀半ばのオスマン帝国の改革派知識人イブラヒム・シナースィーが発行した新聞『テルジュマーヌ・アフヴァール（諸情勢の翻訳者）』に由来するとされる。
トルコ語紙面では、当時のオスマン帝国の文章語（オスマン語）を簡略化した文体が用いられていた。編集者のガスプリンスキーは、『テルジュマン』紙の文章語を、テュルク系言語を話す全てのテュルク系諸民族が理解する「共通文章語（‘umûmî lisân-ı edebî）」と称して普及に努めたため、しばしば政府当局からは、汎テュルク主義のイデオローグとして警戒された。